# Nacaeus laetus
Nacaeus laetus är en skalbaggsart som först beskrevs av Sharp 1876.  Nacaeus laetus ingår i släktet Nacaeus och familjen kortvingar. Inga underarter finns listade i Catalogue of Life.